# Detern
Detern – miasto (niem. Flecken) w Niemczech, w kraju związkowym Dolna Saksonia, w powiecie Leer, wchodzi w skład gminy zbiorowej Jümme.

## Dzielnice
- Amdorf
- Barge
- Detern
- Deternerlehe
- Neuburg
- Stickhausen
- Velde